# CNET
CNET — веб-сайт, посвящённый компьютерным технологиям, публикующий новости, статьи, блоги, обзоры и подкасты различных технологий и бытовой техники. Сайт был основан в 1994 году Хэлси Минором (англ. Halsey Minor) и Шелби Бонни (англ. Shelby Bonnie). Он является собственностью CNET Networks, а впоследствии стал брендом CBS Interactive после покупки CNET Networks в 2008 году. Изначально CNET публиковал информацию для радио и телевидения, помимо публикаций на веб-сайте. В последние годы ресурс стал использовать новые медиа для распространения контента: Интернет-телевидение, CNET TV, подкастинг и блоги.

## История

### Основание ресурса
В 1994 году с помощью Fox Network сооснователь веб-сайта Кевин Уэндл и бывший работник Disney Дэн Бэйкер выпустили четыре пилотных телевизионных программы о компьютерах, информационных технологиях и Интернете. CNET TV состоял из CNET Central, The Web и The New Edge. Первым был создан раздел CNET Central и вещал в телевизионной синдикации в США по сети USA Network. Затем были добавлены секции The Web и The New Edge; вещание производилось по кабельному каналу Syfy. Первым известным человеком, замеченным в CNET, стал Райан Сикрест, ведущий передачи American Idol. Он читал закадровый текст в одном из выпусков раздела The New Edge.
Кроме того, CNET выпускала другую телевизионную передачу о компьютерых технологиях под названием News.com, которая транслировалась по каналу CNBC с 1999 года.
C 2001 по 2003 года CNET осуществлял радиовещание (CNET Radio) на радиостанции KNEW, которой владеет компания Clear Channel Communications в области залива Сан-Франциско, а также на радиостанции WAMG в Бостоне и XM Satellite Radio. Однако привлечь достаточно большую аудиторию не удалось, и CNET Radio прекратило вещание в январе 2003 года ввиду финансовых потерь.

### Расширение компании
Будучи собственностью CNET Networks, сайт сделал несколько приобретений для увеличения своей аудитории. CNET приобрёл швейцарскую компанию GDT в 1997 году, которая впоследствии была переименована в CNET Channel. В 1998 году выдала права компании Asiacontent для создания отдела CNET Asia, работа которого началась в декабре 2000 года. В январе 2000 года CNET переименовали в CNET Networks; в это же время за 700 миллионов долларов был приобретён онлайн-магазин mySimon с возможностью сравнения товаров.
В октябре 2000 года CNET Networks приобрела ZDNet примерно за 1,6 миллиардов долларов. В апреле 2001 года CNET купила TechRepublic Inc. за 23 миллиона долларов. Эта компания занималась предоставлением информации для специалистов в области IT (информация предоставлялась Gartner, Inc.). 14 июля 2004 года CNET объявила о планируемой покупке Webshots — ведущего сайта, предназначенного для обмена фотографиями. Была названа сумма 70 миллионов долларов. На следующий день покупка состоялась. Однако в октябре 2007 года сайт Webshots был продан American Greetings за 45 миллионов долларов.
15 мая 2008 года было объявлено, что CBS Corporation собирается купить CNET Networks за 1,8 миллиардов долларов. 30 июня 2008 года покупка состоялась. С этого момента вся собственность CNET стала частью CBS Interactive. Эта компания теперь владеет множеством доменных имён второго уровня, которые изначально были зарегистрированы CNET Networks, включая: download.com, downloads.com, upload.com, news.com, search.com, tv.com, mp3.com, chat.com, computers.com, help.com, shopper.com, radio.com, и com.com.
14 сентября 2020 года ViacomCBS объявила о продаже CNET компании Red Ventures за $500 млн. Сделка была завершена 30 октября 2020 года.

## Gamecenter
В 1996 году CNET запустил сайт Gamecenter, посвященный компьютерным играм. Газета San Francisco Chronicle назвала его одним из первых новостных сайтов по игровой индустрии. Он стал ведущим веб-сайтом, ориентированным на игры. В 1999 году журнал PC Magazine назвал его одним из ста лучших веб-сайтов (по различным тематикам), наряду с конкурентами IGN и GameSpot. По словам главы Gamecenter — Майкла Брауна, к концу 2000 года ежедневная посещаемость сайта составляла от 50 000 до 75 000 пользователей. В мае 2000 года CNET основала сеть Gamecenter Alliance, чтобы объединить Gamecenter и четыре партнерских веб-сайта, включая Inside Mac Games, под одним баннером. В середине 2000 года NetRatings поставила Gamecenter на шестое место среди самых популярных игровых сайтов в США.